# Egipto en los Juegos Paralímpicos de Barcelona 1992
Egipto estuvo representado en los Juegos Paralímpicos de Barcelona 1992 por un total de 41 deportistas masculinos.

## Medallistas
El equipo paralímpico egipcio obtuvo las siguientes medallas:
| Nombre                                                                         | Deporte                   | Evento                     |
| ------------------------------------------------------------------------------ | ------------------------- | -------------------------- |
| Oro                                                                            |                           |                            |
| Hani Mohamed                                                                   | Atletismo                 | Disco THW7 masculino       |
| Hani Mohamed                                                                   | Atletismo                 | Peso THW7 masculino        |
| Ahmed Elsayed                                                                  | Atletismo                 | Disco THW6 masculino       |
| Ahmed Mohamed                                                                  | Atletismo                 | Jabalina THS2 masculino    |
| Goma G. Ahmed                                                                  | Levantamiento de potencia | –52 kg masculino           |
| Emadeldin Mohamed                                                              | Levantamiento de potencia | –60 kg masculino           |
| Omar Abdelatif                                                                 | Natación                  | 50 m mariposa S7 masculino |
| Plata                                                                          |                           |                            |
| Said Afifi                                                                     | Atletismo                 | Disco THS3 masculino       |
| Mohamed Abdulá Mohamed                                                         | Atletismo                 | Disco THW7 masculino       |
| Mohamed Said                                                                   | Atletismo                 | Jabalina THW7 masculino    |
| Aymen Ibrahim                                                                  | Atletismo                 | Peso THS4 masculino        |
| Said M. Abdelhafez                                                             | Levantamiento de potencia | –67,5 kg masculino         |
| Mohamed Sarhan                                                                 | Levantamiento de potencia | +100 kg masculino          |
| Bronce                                                                         |                           |                            |
| Ahmed Hasan Mahmud                                                             | Atletismo                 | 400 m C7 masculino         |
| Elsayed Elsayed Ahmed Ewein Bejit Gad Mustafa Husein Ahmed Mustafa Husen Sayed | Golbol                    | Torneo masculino           |
| Talat Elsdek                                                                   | Levantamiento de potencia | –48 kg masculino           |
| Abdelmonem Farag                                                               | Levantamiento de potencia | –56 kg masculino           |
| Mosad Eleraki                                                                  | Levantamiento de potencia | –75 kg masculino           |
| Omar Abdelatif                                                                 | Natación                  | 50 m libre S7 masculino    |
| Omar Abdelatif                                                                 | Natación                  | 400 m libre S7 masculino   |